# Екатеринбургский автобус
Екатеринбургский автобус — система автобусного транспорта в городе Екатеринбург.

## История
Первый автобус для перевозки пассажиров появился в Екатеринбурге в 1913 году, но движение было нерегулярным.

### Довоенный период
В конце 1924 года Городской исполнительный комитет обратился в Свердловский окружной исполком с предложением рассмотреть вопрос об открытии автобусного движения в Свердловске. По заявке треста Коммунхоза на 1925 год было заказано для приобретения 12 автобусов марки «Форд» вместимостью 12 пассажиров на сумму 25 тысяч рублей. Шесть из них были получены в конце февраля 1925 года, но долго переделывались в мастерских. На заседании президиума Окружного исполнительного комитета 7 апреля 1925 года было принято решение: «Считать возможным открытие автобусного движения в городе Свердловске 1 мая 1925 года».
Автосообщение было поручено осуществлять предприятию «Автобусное движение» при городском тресте «Коммунальное хозяйство города Свердловска». Гараж этого предприятия располагался во дворе здания Коммунтреста на улице Троцкого, 18.
2 мая 1925 года открылось новое регулярное движение, для первых шести автобусов были открыты две маршрутные линии: «Главный вокзал - 2-я Загородная» и «Верх-Исетский завод - станция Шарташ». Проезд в автобусе стоил 10 копеек. Водители были одеты в кожаную форму: костюм, сапоги, фуражка, перчатки с крагами, защитные очки. Кондукторами были только мужчины в суконной форме.

Вот как описывают условия работы на первых автобусных маршрутах Свердловска авторы книги «Бесконечный путь» В. С. Летягин и Д. Б. Панфилов: 
«Посадка и высадка производилась через единственную дверь, устроенную сзади. Водители были одеты в черные куртки, кепи и краги. На каждый автобус приходился механик, который следил за техническим состоянием, а еще заводил мотор перед тем, как водитель сядет за руль».
Первые месяцы работы были наиболее сложными. Битое стекло, гвозди и прочий мусор наносили вред шинам и камерам. Особую трудность доставляло беспорядочное движение подвод и экипажей. К слову, извозчики невзлюбили первые автобусы (они составляли им конкуренцию) и называли не иначе, как «собачьими ящиками». В одном из источников сказано, что в гаражах по ночам замачивали колеса в бочках с водой, чтобы деревянный спицы и ободья у первенцев автобусного движения не рассыхались и не скрипели при движении.
В августе 1925 года члены Президиума Горсовета подвели первые итоги работы Ford на маршрутах. Был сделан вывод, что данная марка автобусов не вполне удовлетворяет потребности в перевозке пассажиров из-за малой вместимости. После долгих споров было принято решение о закупке 24-местных автобусов английской фирмы Leyland. Такие автобусы к тому времени уже зарекомендовали себя на московских маршрутах.
В 1927 году, по получении второй партии автобусов были открыты ещё две линии: «Главный вокзал - Сибирская застава», «2-я Загородная - поселок Уктус».
В сентябре 1928 года были куплены 10 автобусов «Мерседес».
В 1928 году открыта 4 линия «Верх-Исетский завод - Площадь 1905 года - Главный вокзал». В ноябре 1929 года она была продлена до Уралмашиностроя.
В 1929 году, в связи с открытием трамвайного движения, автобусы перевели на пригородные маршруты: на Уктус, в Нижнеисетск, Арамиль, Сысерть, Верхнюю Пышму, Березовский и на Широкую Речку.
В 1930-е годы на смену иностранным машинам пришли отечественные автобусы ЗИС-8 и ЗИС-16.
29 апреля 1932 года для регулирования транспортной системы города были утверждены «Правила уличного и дорожного движения по городу Свердловску», сделав обстановку на дорогах более безопасной.
Свердловский автовокзал располагалась в здании бывшего католического храма на пересечении улиц Малышева и Белинского.
На 1932 год действовало 7 маршрутов:
1. Свердловск - Сысерть, расстояние 47 км, время в пути 2 часа 57 минут.
2. Свердловск - Березовский завод, расстояние 15 км, время в пути 57 минут.
3. Свердловск - Нижне-Исетский завод, расстояние 9 км, время в пути 34 минуты.
4. Свердловск - Уктус, расстояние 5 км, время в пути 19 минут.
5. Вокзал - Медный рудник, расстояние 13 км, время в пути 50 минут.
6. Свердловск - Арамиль, расстояние 23 км, время в пути 1 час 27 минут.
7. Свердловск - Малый Исток, расстояние 17 км, время в пути 1 часа 2 минуты.
На 1 января 1940 года Свердловская автотранспортная контора имела: 36 автобусов и 9 легковых таксомоторов. В автобусах разрешалось перевозка ручной клади весом не более 5 кг.

### В годы ВОВ
В годы Великой Отечественной войны автобусное движение в Свердловске оказалось практически свернуто. Большая часть машин была передана в армию. Немало свердловских автобусников были призваны на фронт.
«Во время войны жизнь полностью изменилась, всех мужчин и грузовики забрали на фронт. Автобусы поставили на прикол. Бензиновых грузовиков осталось в гараже всего три штуки. Потом у нас появились газогенераторные грузовые машины "трехтонки". А шоферов-то нет! Стали девушек набирать, посылали их на курсы и сажали на эти "трехтонки". Потом появилась другая проблема: стали возить чурку с лесоучастка Сосновского рудника. Чурка была сырая, и девушкам-шоферам приходилось мучаться, прежде чем она "раскочегарится". Слез было немало. Вот так и работали в войну»

- ветеран автобусного транспорта Анастасия Титовна Филиппова, книга «Бесконечный путь».
Свердловское областное автомобильное управление в связи с началом войны изменило профиль своей деятельности. В годы ВОВ оно было переименовано в Свердловскую автобазу «Авторазгружелдор» и переведено исключительно на обслуживание железнодорожных перевозок. Численность автобусов тогда составляла 2 единицы, а коллектив состоял из одних женщин.

### Послевоенный период
6 января 1949 года сделали пробные выезды поступившие в Свердловск новые ЗИС-154.
К 1955 году количество автобусов в городу составляло 135 единиц, что стало пределом для имеющихся площадей. За 10 послевоенных лет Автобусный парк пополнился в частности такими марками автобусов как ЗИС-155.
По распоряжению Совета Министров РСФСР от 27 октября 1956 года организуется автобусное предприятие № 2. А в 1958 году оно переезжает во вновь отстроенный гаражный комплекс по ул. 8 Марта, 269.
К 1959 году в городе курсировали новые Икарус-60 и ПАЗ-651. В январе 1959 года поступили новые 10 ЛиАЗ-158. Также активно стали закупаться такие модели как ЗИЛ-158, ЛАЗ-695, Ик-620, ЛИАЗ-677.
Тогда же была ликвидирована автостанция на ул. Малышева, маршруты с неё переведены на ул. Щорса, где 1 мая 1960 года открыли новое двухэтажное здание автовокзала.
В феврале 1961 года из Львова прибыли 2 первых 32-местных машины ЛАЗ-695Е. На 1 июня 1961 года протяжённость 24 автобусных маршрутов в городе составляла 209 км, на линию ежедневно выходили до 150 машин, которые проходили в день 23700 км и перевозили 111 тыс. человек. С 1 декабря 1961 года за проезд в автобусе на городских маршрутах вводится единый тариф в размере 6 копеек за 1 поездку, независимо от расстояния. На маршрутах до аэропорта Кольцово (№ 1), Компрессорного Завода (№ 2) и УралНИИСХоза (№ 4) от остановки Лечебная, плата взималась по ранее установленным зоновым тарифам.
В 1963 году обслуживалось уже 28 городских маршрутов.
1 февраля 1970 года на базе двух автобусных предприятий создается Свердловское производственное объединение пассажирского автотранспорта № 1, общее количество автобусов которого составило 505 единиц, а число работников — 1817 человек. Головное предприятие расположилось во вновь отстроенном гаражном комплексе на улице Маневровой, 41, филиалом номер 1 становится предприятие на 8 Марта, 269. Первым генеральным директором объединения был назначен Аристархов Константин Иванович.
В 1973 году осваивается территория на ул. Бардина, 1 (ныне Зоологическая) под предприятие № 3. В 1976 году генеральным директором назначается Чувашов Вячеслав Клавдиевич. В этом же году по распоряжению СУТТУ в состав объединения включаются пассажирская автоколонны городов Арамиль и Сысерть. Обе колонны входят в одно предприятие № 8. С момента создания объединения в автопарки поступил новый подвижной состав: С 1971 года — Икарус 556 и Икарус 180, с 1973 года — Икарус 260 и Икарус 280.
С 1978 года началось внедрение АСДУ-А (автоматизированная система диспетчерского управления — автобусов). Внедрено в 1977—1979 годах дифференцированное расписание движение автобусов, введены экспрессные и полуэкспрессные рейсы на трёх направлениях.
На 1 января 1980 года 535 автобусов работали на 44 маршрутах протяженностью 432,3 км, а перевозилось до 480 тыс. пассажиров ежедневно.
В 1981 году осваивается территория по ул. Институтской,1 (ныне Вонсовского) под предприятие № 6 и в 1985 году вводиться в эксплуатацию.
В 1985 году в состав объединения входило 7 эксплуатационных предприятий и 1 промышленное, количество автобусов составляло 1250 единиц. Количество городских маршрутов —  55.
В 1991 году генеральным директором был назначен Коленов Виктор Иванович.

### Постсоветский период
В январе 1993 года было образовано Екатеринбургское Муниципальное унитарное предприятие. Предприятие начало пополняться новым подвижным составом: Икарус 283.10, ЛиаЗ-5256, Нефаз-5299.
В 2004 году закрылось АП-1, обслуживавшее центральную и южную части города. Большинство маршрутов данного парка было отдано коммерческим перевозчикам на автобусах малой вместимости и микроавтобусах. В 2000-х годах в связи с недостатком исправных машин в парках на маршруты МОАП выпускались «арендные» коммерческие автобусы большой и особо — большой вместимости, представленные Б/У моделями из Европы. «Арендные» автобусы работали на маршрутах до конца 2000-х годов, к тому моменту в МОАП было закуплено достаточное количество новых автобусов. 13 августа 2008 года 13 автобусов ЛИАЗ-677 и ЛАЗ-695 вышли в свой последний рейс. На эту дату ежедневно автобусами ЕМУП «МОАП» перевозилось около 450 тысяч пассажиров на 38 городских и 5 пригородных маршрутах, общая протяженность которых - более 500 км. В 2007 году было закуплено 50 новых автобусов марки НЕФАЗ, в 2008 запланировано приобрести 89 таких машин, из которых 69 уже поступило в городские автобусные предприятия.
С 2010 года в городе была внедрена система транспортных карт «Екарта», предусматривающая льготный проезд для отдельных категорий граждан, к которой в течение года были подключены все коммерческие перевозчики. В 2011 году закрывается АП-4, основные направления парка были переданы коммерческим перевозчикам, в связи с чем в Сортировочном районе значительно ухудшилась работа автобусов.
В 2015 — 2017 годах муниципальный автобусный парк был обновлен на 47 %: на маршруты вышло 58 новых низкопольных автобусов большой вместимости МАЗ-203 и 107 автобусов НЕФАЗ-5299, работающих на метане. С 2017 года частные перевозчики также начали активно обновлять автобусный парк в основном автобусами малой вместительности модели Vector "Next". Автобусы начали выкрашивать в зелёный цвет согласно дизайн-коду города. в 2017 году была изменена схема движения маршрута 21, который перестал ходить по улицам Бориса Ельцина и Челюскинцев. В конце 2018 года временно закрывалось ещё одно муниципальное АП, на этот раз номер 3. В декабре 2018 года ЕМУП МОАП, находящееся к тому моменту в критическом состоянии было реорганизовано путем присоединения к другому муниципальному перевозчику ЕМУП ТТУ и стало его филиалом. Объединённое предприятие получило наименование ЕМУП «Гортранс».
С 2018 года начинается реформирование автобусных маршрутов. В результате маршруты коммерческих перевозчиков возьмут на себя основной пассажиропоток, а ЕМУП «Гортранс» в силу своих возможностей охватывает максимальное количество направлений минимальным количеством маршрутов и с большими интервалами, а также работает на нерентабельных маршрутах в пригородные поселки. Также сократилось количество маршрутов и автобусов частных перевозчиков: за 2016 — 2019 годы было закрыто более десяти маршрутов. Большой общественный резонанс вызвало закрытие маршрута 024. Закрытие данного маршрута в результате было компенсировано изменением маршрутов 012 и 57А, сформированного за счет автобусов маршрута 57. В результате ухудшилась работа автобусов в районе Елизавет. Были закрыты маршруты 13, 13А. Значительно изменилась трасса маршрутов 50, 57, 57А. Данные изменения создали преимущество коммерческим перевозчикам, работающим по более прямым маршрутам. Осенью 2019 года после десятилетнего перерыва на муниципальных маршрутах в связи с нехваткой автобусов и перераспределением значительной части парка в пользу маршрута 27, вновь появились Б/У автобусы из Европы на условиях субподряда. «Арендные» автобусы работают на маршрутах 19, 37, 61. В 2020 году продолжилось реформирование автобусных маршрутов. Были изменены маршруты 24, 61. Большинство автобусов ЕМУП «Гортранс» были сосредоточены на маршрутах 18, 24, 27, 54, 57, 57А, 61. Остальные маршруты перевозчика работают с большими интервалами, некоторые автобусы стали работать без кондукторов. На маршруты 5, 10 вышли «арендные» автобусы. 1 июля 2021 года произошла очередная реформа автобусных маршрутов. Маршруты 19, 18, 21, 1, 29, 45, 5, 9, 10, 11, 11м, 56, 56б, 17 и 59 были перенумерованы в 36,58, 59, 65, 69, 71, 75, 88, 90, 91, 91м, 96, 96б, 97 и 99 соответственно.  32 маршрут был ликвидирован. В этом же месяце закончилась история работы в Екатеринбурге автобусов марки Ikarus которые десятилетия до этого составляли основу автобусного парка города. 30 июня они вышли на маршруты города в последний раз, однако часть автобусов было сохранено для осуществления заказных перевозок или в случае перекрытия улиц при проведении массовых мероприятий. В музей истории развития автобусного движения ЕМУП «Гортранс» передано два автобуса Ikarus-283. По состоянию на октябрь 2022 года планируется передача ещё двух икарусов в музей УГМК города Верхняя Пышма.
На 1 мая 2023 года в Екатеринбурге действует 69 автобусных маршрутов.
С 1 декабря 2023 года маршруты 01, 05, 09, 012, 014, 016, 019, 030, 042, 047, 052, 056, 070, 077, 082, 083, 12, 27, 37, 36, 38 и 57а были перенумерованы в 66, 55, 41, 51, 93, 62, 52, 89, 78, 74, 87, 86, 70, 77, 82, 83, 72, 49, 47, 60, 98 и 67 соответственно, 7 маршрутов измены. Маршруты 24, 25, 28 без изменений, маршрут 60 отменен, дополнительно вводится маршрут 24с. У частных перевозчиков без изменения схем и с прежними номерами остаются маршруты 06, 043, 053 и 054. С 1 августа 2025 года маршруты 24 и 28 были перенумерованы в 64 и 84 соответственно.
Остальные маршруты, как частные, так и находящиеся в обслуживании ЕМУП «Гортранс», которые существовали в городе ранее. были либо закрыты, либо объединены с другими маршрутами в период с 2021 по 2023 года в соответствии с постановлением 2495 от 7 декабря 2020 года.

## Оплата проезда
С 11 февраля 2022 года стоимость одной поездки в общественном транспорте варьируется от 23 рублей (для льготных категорий граждан) до 30 рублей при оплате «Екартой» (в зависимости от выбранного тарифа).
С 20 февраля 2023 года стоимость проезда составляет 33 рубля.
```
При оплате наличными или банковской картой в автобусах стоимость одной поездки составляет 33 рубля
```

## Конфигурация сети
Сеть автобусных маршрутов в Екатеринбурге относительно равномерна во всех районах. В исторической центральной части города филиал Автобусные перевозки ЕМУП "Гортранс" занимает значительную долю по перевозкам, в основном соединяя центральную и юго — западную часть города. Около 2/3 перевозок выполняют коммерческие перевозчики и электротранспорт.

## Автопарки

### Гортранс
В Гортранс входит 3 автобусных предприятия: АП-2, АП-3, АП-6, обслуживающие 28 маршрутов (на апрель 2023 года).
Общее количество автобусов в парках —  469, из них работающие на маршрутах — 324, из них 2020-2023 годов — 122 машины (37 % от общего количества),  2013-2019 годов — 117 (35 %), 2007-2012 годов — 95 (28 %).
Маршруты обслуживаемые Гортрансом (на июль 2024 года) — 24, 24с, 25, 28, 43, 49, 50, 54, 57, 58, 59, 60, 61, 65, 66, 67, 69, 71, 75, 76, 85, 90, 91, 91м, 95, 96, 96б, 97, 99

#### АП-2[15]
- Адрес: ул. Восточная, 5а
- Район: Железнодорожный
- Обслуживаемые маршруты: 24, 24с, 25, 28, 49, 50, 57, 58, 59, 61, 65, 67, 69, 71, 75, 76, 90, 96, 96б, 99
- Подвижной состав — 107 машин: НефАЗ-5299-20-32 (2008-11 годов) — 64, НефАЗ-5299-40-57 (CNG) (2020-21 годов) — 65,  НефАЗ-5299-20-22 (2007) — 2, НефАЗ-5299-30-32 (2011) — 1.

#### АП-3[16]
- Адрес: ул. Зоологическая, 3
- Район: Верх-Исетский, Ленинский[17]
- Обслуживаемые маршруты: 24, 25, 28, 49, 50, 57, 59, 61, 76, 85, 95
- Подвижной состав — 85 машин: НефАЗ-5299-40-57 (CNG) (2020-21 годов) — 49, НефАЗ-5299-20-32 (2008-12 годов) — 25, МАЗ-203.015 (2020) — 9, НефАЗ-5299-20-22 (2007) — 1, НефАЗ-5299-30-32 (2010) — 1.

#### АП-5 (Техцентр)
- Адрес: ул. Челюскинцев, 35
- Район: Железнодорожный
- Обслуживаемые маршруты: не обслуживает.
- Примечание: Занимается ремонтом, модернизацией и утилизацией ПС ЕМУП Гортранс. На его территории располагается управление ЕМУП Гортранс (дирекция).

#### АП-6[18]
- Адрес: ул. Академика Вонсовского, 1
- Район: Ленинский
- Обслуживаемые маршруты: 24, 25, 43, 49, 54, 57, 58, 66, 67, 88, 91, 91м, 97
- Подвижной состав — 143 машины: НефАЗ-5299-40-51 (2015-16 годов) — 72 машины, МАЗ-203.L65 (2015) — 45 машин, НефАЗ-5299-40-57 (CNG) (2021) — 26 машин.

### Коммерческие перевозчики
В Екатеринбурге работает 8 крупных перевозчиков, обслуживающих около 50 маршрутов (на ноябрь 2019), Общее количество автобусов в парках — 944, из них работающие на маршрутах — 913, из них 2017-19 годов — около 300 машин (около 25 % от общего количества), 2007-12 годов — около 800 (около 70 %), более ранние — около 50 (5 %). «ПАТП Город», «Автогамма», «Форт-Транс», «Авто-Ном», «Параллель» и другие. Подвижной состав (ноябрь 2019): ПАЗ-3204 (2012-18 годов) — около 320 (в том числе модели «ПАЗ-Вектор» 2018-19 годов — 281), «Богдан» A092 (с модификациями, 2008-13 годов) — около 300, Ford Transit, FIAT Ducato и аналоги (2012-14) — около 100 и другие.

## Подвижной состав (ЕМУП «Гортранс»)
По данным на апрель 2023 года в Екатеринбурге Гортрансом эксплуатируется 324 автобуса:
| Модель                 | Количество | Период эксплуатации |
| ---------------------- | ---------- | ------------------- |
| НефАЗ-5299-40-57 (CNG) | 113        | С 2020              |
| НефАЗ-5299-20-32       | 80         | С 2008              |
| НефАЗ-5299-40-51       | 72         | С 2015              |
| МАЗ-203.L65            | 44         | С 2015              |
| МАЗ-203.015            | 9          | С 2020              |
| НефАЗ-5299-20-22       | 3          | С 2007              |
| НефАЗ-5299-30-32       | 3          | С 2010              |

38% от всего автобусного автопарка составляют автобусы выпущенные после 2020 года.

### В советское время
Основной источник: 
- ЗИС-155 1949 — 1957 (с 1949)
- Ikarus 55.14 Lux 1953 — 1972
- ЛАЗ-695 1956 — 2010 (с 1988 по 2008)
- Ikarus 620 1958 — 1972 (с 1959)
- Ikarus 556 1962 — 1973
- Ikarus-180 1966 — 1973
- ЛиАЗ-677 1967 — 1994 (с 1973 по 2008)
- ПАЗ-3201 1967 — 1989 (с 1986 по 1996)
- Ikarus 250 1969 — 1996 (с 1980 по 2006)
- Ikarus 255 1971 — 1983 (с 1975 по 2006)
- Ikarus-260 1972 — 2003 (с 1981 по 2010)
- Ikarus-280 1973 — 2003 (с 1983 по 2019)
- Ikarus 256 1977 — 2002 (с 1981 по 2006)
- ЛАЗ-695НГ 1985 — 2010 (с 1988 по 2008)
- Ikarus 263 1985 — 2002 (с 1989 по 2008)

### В 1990-е годы
- ЛАЗ-695 1956 — 2010 (с 1988 по 2008)
- ЛиАЗ-677 1967 — 1994 (с 1973 по 2008)
- ПАЗ-3201 1967 — 1989 (с 1986 по 1996)
- Ikarus 250 1969 — 1996 (с 1980 по 2006)
- Aabenraa M70/M78/M79 1970 — 1984 (с 1994 по 1998)
- Ikarus 255 1971 — 1983 (с 1975 по 2006)
- Ikarus-260 1972 — 2003 (с 1981 по 2010)
- Ikarus-280 1973 — 2003 (с 1983 по 2019)
- Delta 100 1973 — 1983 (с 1993 по 2004)
- Van Hool Jumbo 1975 — 1986 (с 1993 по 1997)
- Wiima K200 1975 — 1985 (с 1993 по 2005)
- Wiima K100 1975 — 1981 (по 1996)
- Scania CR112 1976 — 1985 (с 1993 по 1998)
- Ikarus 256 1977 — 2002 (с 1981 по 2006)
- ЛАЗ-699Р 1978 — 2002 (с 1992 по 2002)
- ГолАЗ-АКА-5225 1984 — 2001 (с 1998 по 2023)
- ЛАЗ-695НГ 1985 — 2010 (с 1988 по 2008)
- Ikarus 263 1985 — 2002 (с 1989 по 2008)
- УАЗ-2206 с 1985 (с 1994 по 2003)
- Nissan Urvan 1986 — 2001 (с 1993 по 2003)
- ЛиАЗ-5256.00 1986 — 2002 (с 1993 по 2007)
- Ikarus 283 1988 — 1997 (с 1997 по 2022)
- Toyota HiAce 1989 — 2004 (с 1998 по 2004)
- КАвЗ-3271 1991 — 1993 (с 1991 по 2002)
- Säffle System 2000  1991 — 1999 (с 1994 по 2015)
- РАФ-22038-02 1994 — 1997 (с 1998 по 2004)

### В 2000-е годы
- ЛАЗ-695 1956 — 2010 (с 1988 по 2008)
- ЛиАЗ-677 1967 — 1994 (с 1973 по 2008)
- Ikarus 250 1969 — 1996 (с 1980 по 2006)
- Ikarus 255 1971 — 1983 (с 1975 по 2006)
- Ikarus-260 1972 — 2003 (с 1981 по 2010)
- Ikarus-280 1973 — 2003 (с 1983 по 2019)
- Delta 100 1973 — 1983 (с 1993 по 2004)
- Wiima K200 1975 — 1985 (с 1993 по 2005)
- Ikarus 256 1977 — 2002 (с 1981 по 2006)
- ЛАЗ-699Р 1978 — 2002 (с 1992 по 2002)
- ГолАЗ-АКА-5225 1984 — 2001 (с 1998 по 2023)
- ЛАЗ-695НГ 1985 — 2010 (с 1988 по 2008)
- Ikarus 263 1985 — 2002 (с 1989 по 2008)
- УАЗ-2206 с 1985 (с 1994 по 2003)
- Nissan Urvan 1986 — 2001 (с 1993 по 2003)
- ЛиАЗ-5256.00 1986 — 2002 (с 1993 по 2007)
- Ikarus 283 1988 — 1997 (с 1997 по 2022)
- Toyota HiAce 1989 — 2004 (с 1998 по 2004)
- КАвЗ-3271 1991 — 1993 (с 1991 по 2002)
- Säffle System 2000 1991 — 1999 (с 1994 по 2015)
- РАФ-22038-02 1994 — 1997 (с 1998 по 2004)
- ЛиАЗ-5256.40 2001 — 2005 (с 2005 по 2019)
- ЛиАЗ-5256.45 2005 — 2007 (с 2005 по 2019)

### В 2010-е годы
- Ikarus-280 1973 — 2003 (с 1983 по 2019)
- Ikarus 283 1988 — 1997 (с 1997 по 2021)
- Säffle System 2000  1991 — 1999 (с 1994 по 2015)
- ЛиАЗ-5256.40 2001 — 2005 (с 2005 по 2019)
- ЛиАЗ-5256.45 2005 — 2007 (с 2005 по 2019)
- Volgabus-5270.07 2012 — 2013 (с 2013 по 2021)

### Служебный транспорт

#### В советское время
- ПАЗ 672
- ЛАЗ 4969

#### В 1990-е годы
- ПАЗ 672
- ЛАЗ 4969
- КаВЗ 3976 (3270)

#### В 2000-е годы
- КаВЗ 3976 (3270) (служебный) (АП 5)
- ПАЗ 672 (служебный) (АП 5)
- ЛАЗ 4969 (служебный) (АП 5)

#### В 2010-е годы
- КаВЗ 3976 (3270)
- ЛАЗ 4969

## Подвижной состав коммерческих перевозчиков
По данным на апрель 2023 года в Екатеринбурге частными перевозчиками эксплуатируется 912 автобусов:
| Модель                      | Количество | Период эксплуатации |
| --------------------------- | ---------- | ------------------- |
| ПАЗ-320402                  | 180        | С 2010              |
| ПАЗ-32041 "Вектор"          | 143        | С 2013              |
| ПАЗ-320405-04 "Vector Next" | 104        | С 2016              |
| Ataman A093                 | 90         | С 2012              |
| Богдан A092                 | 79         | С 2006              |
| ПАЗ-4234                    | 74         | С 2007              |
| ПАЗ-320435-04 "Vector Next" | 68         | С 2018              |
| Mercedes-Benz O405          | 23         | С 2009              |
| Ford Transit                | 20         | С 2007              |
| FIAT Ducato                 | 17         | С 2008              |
| Yutong ZK6852HG             | 14         | С 2018              |
| Hyundai County              | 14         | С 2010              |
| ПАЗ-3205                    | 12         | С 2002              |
| ГАЗ-3221                    | 1          | С 2003              |
| Peugeot Boxer               | 7          | С 2010              |
| Mercedes-Benz Sprinter      | 7          | С 2010              |
| МАЗ-206                     | 6          | С 2013              |
| Богдан А20111               | 5          | С 2012              |
| ПАЗ-3203                    | 4          | С 2013              |
| СИМАЗ-2258                  | 3          | С 2019              |
| ГАЗ-A65 Next                | 3          | С 2017              |
| МАЗ-103                     | 2          | С 2019              |
| НефАЗ-5299-30-51            | 2          | С 2018              |
| МАЗ-206.060                 | 5          | С 2023              |
| Yutong ZK6116HG             | 5          | С 2023              |
| Toyota HiAce                | 2          | С 2006              |
| IVECO Daily                 | 2          | С 2020              |
| КАвЗ-3976                   | 1          | С 2002              |
| LDV Maxus                   | 1          | С 2021              |
| КАвЗ-4239                   | 1          | С 2022              |
| ГАЗ-A64R45 Next             | 1          | С 2018              |
| ГАЗ-2217                    | 1          | С 2006              |
| Volkswagen Crafter          | 1          | С 2022              |
| SsangYong Istana            | 1          | С 2007              |
| MAN A21                     | 1          | С 2017              |
| MAN A10                     | 1          | С 2020              |

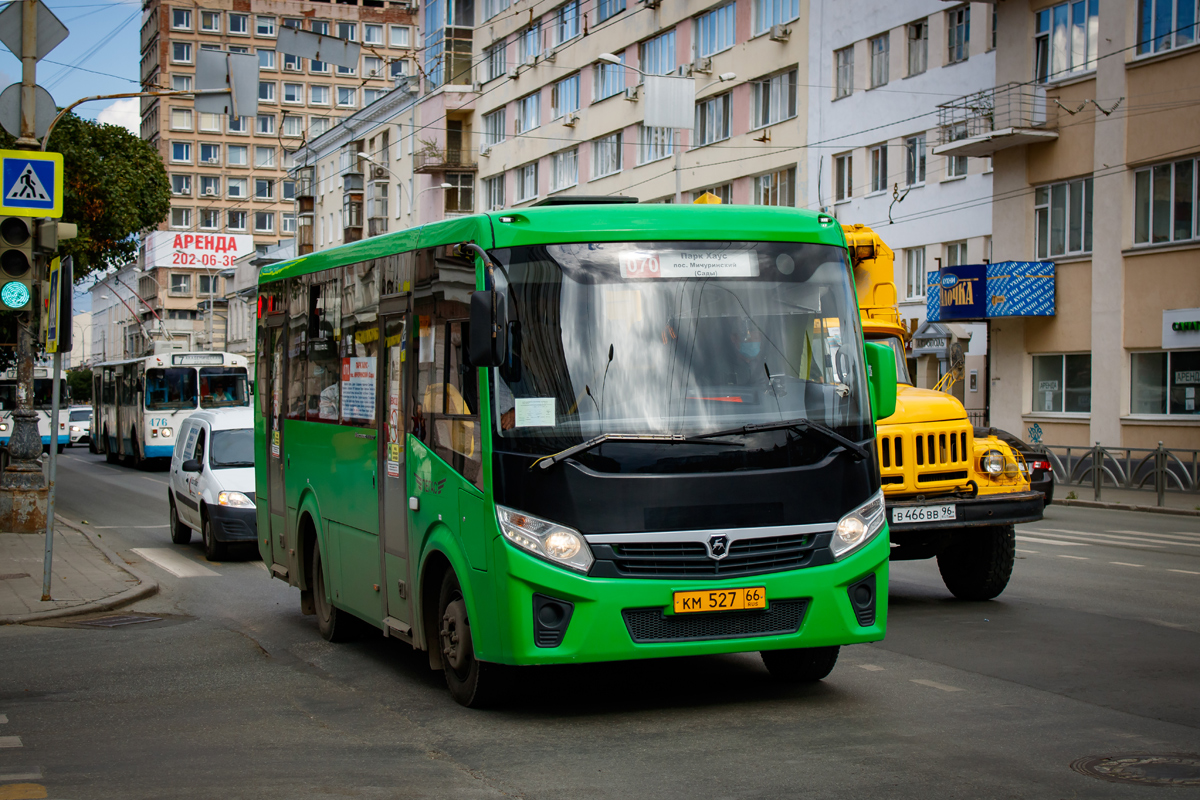
Vector "Next" — основной транспорт частных перевозчиков

65% от всего автобусного парка частных перевозчиков составляют автобусы производства Павловского Автобусного Завода.